# Carrot Top
Carrot Top, eg. Scott Thompson, född 25 februari 1965 i Rockledge, Florida, är en amerikansk komiker och skådespelare.
Han föddes i Rockledge, Florida men växte upp i närbelägna orten Cocoa.
Han gjorde sitt första stand-up framträdande när han gick på Florida Atlantic University i Boca Raton.

## Filmografi
- 1998 – Dennis slår till igen
- 1998 – Chairman of the Board
- 2016 – Sharknado: The 4th Awakens